# Carretera Federal 105
La Carretera Federal 105 es una carretera mexicana que recorre los estados de Hidalgo y Veracruz, inicia en Pachuca y termina cerca de Tempoal de Sánchez donde entronca con la Carretera Federal 127, tiene una longitud total de 260 km.
Las carreteras federales de México se designan con números impares para rutas norte-sur y con números pares para las rutas este-oeste. Las designaciones numéricas ascienden hacia el sur de México para las rutas norte-sur y ascienden hacia el Este para las rutas este-oeste. Por lo tanto, la carretera federal 105, debido a su trayectoria de norte-sur, tiene la designación de número impar, y por estar ubicada en el Norte de México le corresponde la designación N 105.

## Trayectoria

### Hidalgo
Longitud: 216 km
- Pachuca de Soto
- Mineral del Monte
- Atotonilco el Grande
- San Agustín Metzquititlán
- Zacualtipán
- Molango
- Lolotla
- Ixtlahuaco
- Tlanchinol
- Acatipa
- Huejutla

### Veracruz
Longitud: 44 km
- Platón Sánchez
- Tempoal de Sánchez-Carretera Federal 127